# Napenay
Napenay est une localité argentine située dans la province du Chaco et dans le département de Sargento Cabral.

## Voies de communication
La principale voie d'accès est la route nationale 16, qui la relie au nord-ouest à Aviá Teraí et à la province de Salta, et au sud-est à Presidencia Roque Sáenz Peña et à Resistencia.
Elle dispose de la gare de Napenay, à travers ses voies du chemin de fer General Belgrano, les cargaisons de céréales sont transportées par l'entreprise publique Trenes Argentinos Cargas. Les voies sont également utilisées par le train de passagers de l'entreprise publique Trenes Argentinos Operaciones, qui assure un service quotidien entre Presidencia Roque Sáenz Peña et Chorotis.

## Démographie
Sa population était de 1 960 habitants (Indec, 2001), ce qui représente une croissance par rapport au recensement précédent de 1991 qui comptait 839 habitants. Dans la municipalité, le total s'élevait à 3 056.